# Tarma

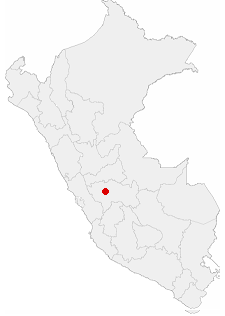
Diviziunea administrativă cu cele 24 de regiuni din Peru

Tarma este un oraș peruan, capitala provinciei cu același nume Tarma, din departamentul Région de Junín. El este de aproximativ 3 060 metri altitudine, în partea de est a Anzilor Cordilieri. Populația a fost estimată la 39.500 locuitori (Zensus 2005) și are o suprafață de 226,90 km². Este denumit de locuitori "Perla Anzilor".
Tarma este orașul în care s-a năcut dictatorul Manuel A. Odría .